# Пышлицкий сельский округ
Пышлицкий сельский округ — упразднённая административно-территориальная единица, существовавшая на территории Шатурского района Московской области в 1994—2006 годах.
Административным центром было село Пышлицы.

## История

### 1918-1994 годы. Пышлицкий сельсовет
Пышлицкий сельсовет был образован 15 февраля 1918 года в составе Архангельской волости Егорьевского уезда Рязанской губернии.
В 1919 году Пышлицкий сельсовет в составе Архангельской волости передан из Егорьевского уезда во вновь образованный Спас-Клепиковский район Рязанской губернии. В 1921 году Спас-Клепиковский район был преобразован в Спас-Клепиковский уезд, который в 1924 году был упразднён. После упразднения Спас-Клепиковского уезда Пышлицкий сельсовет в составе Архангельской волости передан в Рязанский уезд Рязанской губернии. В ходе реформы административно-территориального деления СССР в 1929 году Архангельская волость была упразднена, а Пышлицкий сельсовет вошёл в состав Дмитровского района Орехово-Зуевского округа Московской области. 23 июля 1930 года округа были упразднены, а 30 октября Дмитровский район переименован в Коробовский.
К 1930 году в состав Пышлицкого сельсовета входили село Архангельское и деревни Дорофеево, Филимакино, Чисома, Пышлицы.
21 августа 1936 года в состав сельсовета вошла деревня Филелеево из упразднённого Филелеевского сельсовета.
14 июня 1954 года в ходе укрупнения сельсоветов Московской области в Пышлицкий сельсовет были переданы селения упразднённых Гореловского и Филисовского сельсоветов. 21 мая 1959 года в Пышлицкий сельсовет также переданы селения Дубасовского сельсовета.
3 июня 1959 года Коробовский район упразднён, Пышлицкий сельсовет передан Шатурскому району.
1 февраля 1963 года в ходе реформы административно-территориального деления Шатурский район был упразднён, а его сельская территория (сельсоветы) включена в состав вновь образованного Егорьевского укрупнённого сельского района.
31 августа 1963 года из состава Бородинского сельсовета в Пышлицкий была передана деревня Фрол.
11 января 1965 года Егорьевский укрупненный сельский район был расформирован, а на его месте были восстановлены Егорьевский и Шатурский районы. Пышлицкий сельсовет вновь вошёл в состав Шатурского района.
23 июня 1988 года была снята с учёта деревня Филелеево Пышлицкого сельсовета.
10 февраля 1992 года из Пышлицкого сельсовета выделен Белоозёрский сельсовет.

### Пышлицкий сельский округ
В 1994 году в соответствии с новым положением о местном самоуправлении в Московской области Пышлицкий сельсовет был преобразован в Пышлицкий сельский округ.
В 1996 году посёлок оздоровительной базы «Известия» Пышлицкого сельского округа Шатурского района был переименован в Мещёрский Бор.
В 1999 году в состав Пышлицкого сельского округа входило 1 село и 13 деревень: село Пышлицы и деревни Воропино, Высоково, Высокорево, Горелово, Дёмино, Дорофеево, Евлево, Ефремово, Казыкино, Семёновская, Филимакино, Филисово, Чисома.
В 2004 году к Пышлицкому сельскому округу были присоединены территории упразднённых Белоозёрского и Лекинского сельского округа.
В 2005 году населённые пункты Пышлицкого сельского округа вошли в состав Пышлицкого сельского поселения.
29 ноября 2006 года Пышлицкий сельский округ исключён из учётных данных административно-территориальных и территориальных единиц Московской области.